# Paul Coste-Floret

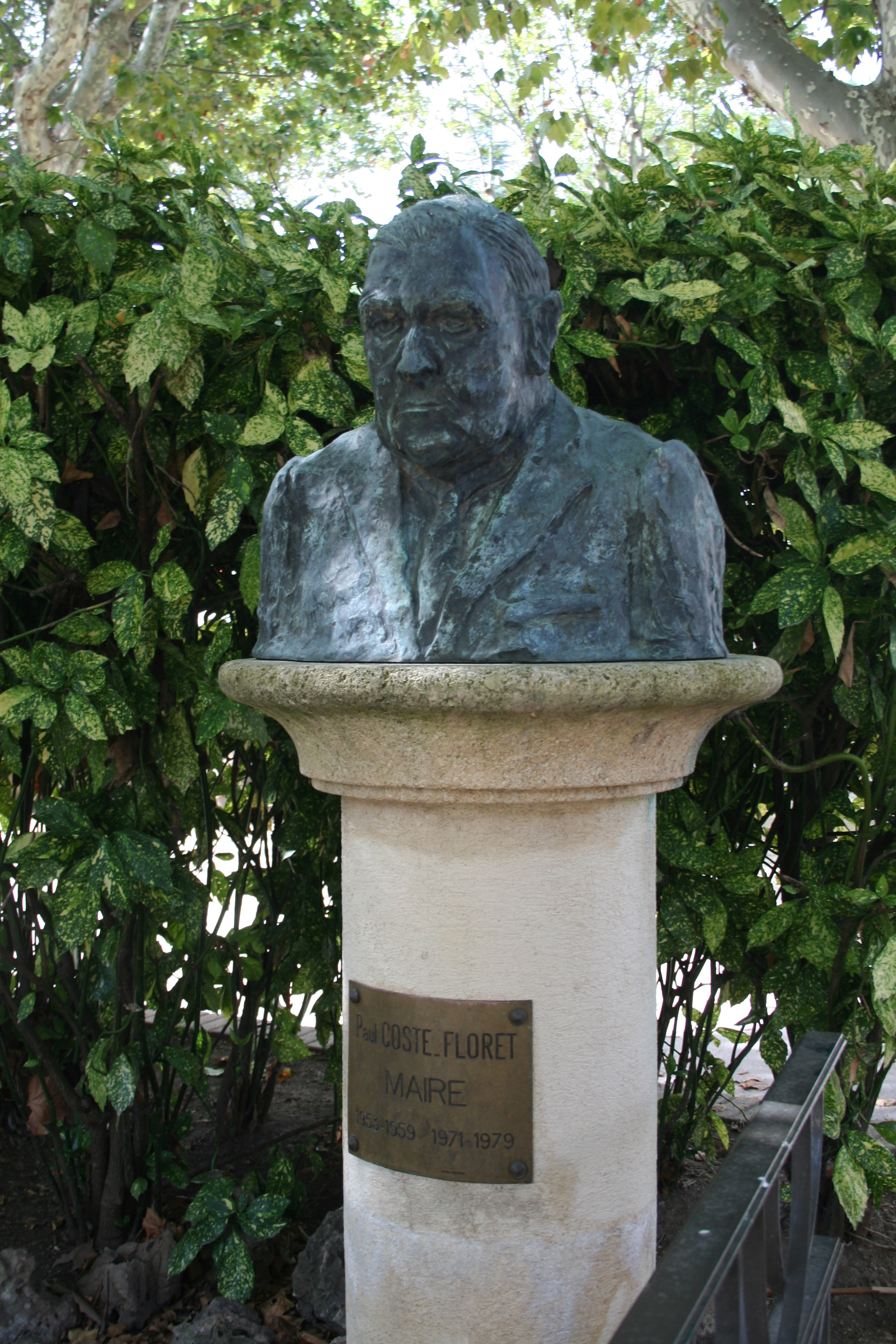
Buste de Paul Coste-Floret à Lamalou-les-Bains.

Paul Coste-Floret (Montpellier, 9 aprile 1911 – Montpellier, 27 agosto 1979) è stato un politico francese.

## Biografia
Professore di giurisprudenza alla Facoltà di Algeri, si unì alla Resistenza . Fu consigliere di André Philip, direttore del gabinetto di François de Menthon e procuratore aggiunto presso il Tribunale di Norimberga.
Membro di due Assemblee Nazionali costituenti, fu relatore del secondo progetto di Costituzione della IV Repubblica che è stata adottata il 27 ottobre 1946, allora vice MRP del Hérault 1946-1958, e più volte ministro sotto la IV Repubblica. Nel ministero francese d'oltremare, guidò una politica che portò agli accordi di Long Bay nel 1948. Cambiò lo status della Cocincina, diventata parte del Vietnam. Alla Salute, propose di aumentare gli assegni familiari. Come deputato, difese i viticoltori del Midi. Relatore della Commissione giuridica, presentò lo statuto dell'Algeria nel 1957. Fu anche sostenitore di una maggiore autonomia per l'Africa nera francese.
A favore del ritorno al potere del generale De Gaulle, fu membro del Comitato consultivo costituzionale che preparò la Costituzione del 1958. Fu rieletto deputato alla MRP nel 1958 e nel 1962. Presiedette il gruppo del Centro democratico fino al 1967. Nominato dal presidente del Senato, Alain Poher, fu membro del Consiglio costituzionale dal 23 febbraio 1971 fino alla sua morte.
Fu sindaco di Lodève e presidente dell'università di Montpellier 1 dal 1977 al 1979 . Fu sindaco di Lamalou-les-Bains dal 1953 al 1959  e dal 1971 al 1979. Nipote del deputato Jacques Coste-Floret, era gemello di Alfred Coste-Floret, anche lui vice deputato alla MRP ma all'Alta Garonna.
È sepolto nella volta di famiglia nel cimitero di Saint-Lazare a Montpellier, dove riposa anche il suo gemello Alfred Coste-Floret. Sua moglie morì nel 1977.
L'ospedale Lamalou-les-Bains porta il suo nome.

## Funzioni governative
- Ministro della guerra del governo di Paul Ramadier (dal 22 gennaio al 22 ottobre 1947)
- Ministro della Francia d'oltremare del governo Robert Schuman (1) (dal 24 novembre 1947 al 26 luglio 1948)
- Ministro della Francia d'oltremare del governo André Marie (dal 26 luglio al 5 settembre 1948)
- Ministro della Francia d'oltremare nel governo Robert Schuman (2) (5-11 settembre 1948)
- Ministro della Francia d'oltremare del governo Henri Queuille (1) (dall'11 settembre 1948 al 28 ottobre 1949)
- Ministro della Francia d'oltremare del governo Henri Queuille (2) (dal 2 al 12 luglio 1950)
- Ministro dell'informazione del governo Edgar Faure (1) (dal 20 gennaio all'8 marzo 1952)
- Ministro aggiunto del governo René Mayer (dall'8 gennaio al 28 giugno 1953)
- Ministro della sanità pubblica e della popolazione dei gouvernements Joseph Laniel (dal 28 giugno 1953 al 19 giugno 1954)